# رنسانس تکنالجیز

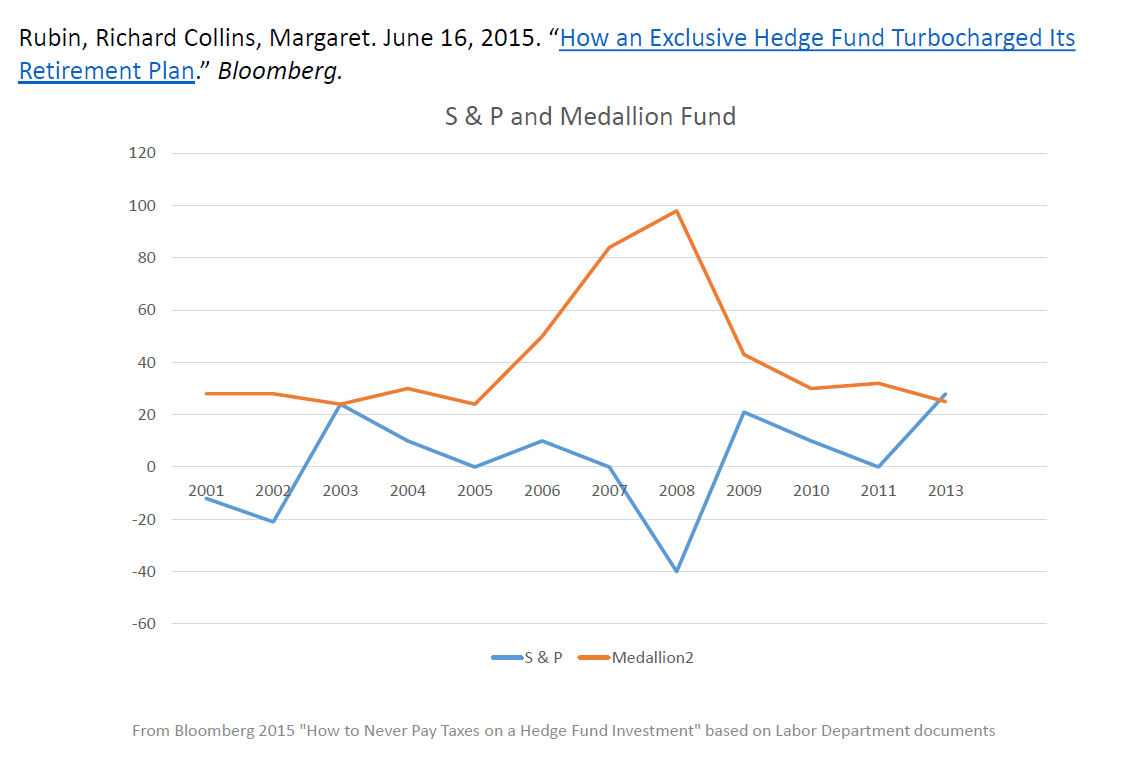
مدلین از عملکرد قبلی 401 (k) و S&P خود پیش از ۲۰۱۰ پیشی گرفت

رنسانس تکنالجیز ال‌ال‌سی، که به عنوان رنتک (RenTech یا RenTec) هم شناخته می‌شود، صندوق پوشش ریسک آمریکایی مستقر در ایست ستاوکت، نیویورک، در لانگ آیلند، و متخصص در مبادله سیستماتیک با استفاده از مدل‌های کمی مشتق شده از تجزیه و تحلیل‌های ریاضی و آماری است. این شرکت به عنوان یکی از «رمزآلودترین و موفق‌ترین» صندوق‌های پوشش ریسک در جهان شناخته می‌شود. صندوق مدَلیِن آنها به خاطر داشتن بهترین سابقه در تاریخ سرمایه‌گذاری مشهور است. رنسانس در سال ۱۹۸۲ توسط جیمز سایمنز، ریاضی‌دان شناخته شده و رمزگشای سابق جنگ سرد تأسیس شد.